# خط ریزش (زمین‌شناسی)

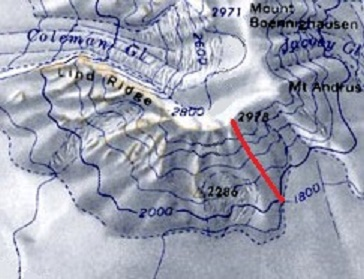
نقشه خطوط تراز با یک نمونه خط ریزش. خطوط تراز ارتفاع ثابت آبی‌رنگ هستند و یک نمونه خط ریزش قرمز است.

خط ریزش (Fall line)، به خط پایین کوه یا تپه اشاره دارد که مستقیماً در سراشیبی قرار دارد، یعنی جهتی که یک توپ یا جسم دیگر در شیب تحت گرانش حرکت کند، شتاب می‌گیرد. از نظر ریاضی، خط ریزش، خط بیشترین شیب، منفی شیب (که به سمت سربالایی اشاره می‌کند) و عمود بر خطوط تراز است.